# Harald Herborg Nielsen
Harald Herborg Nielsen (Menominee, Michigan, 25 de janeiro de 1903 – Columbus, Ohio, 8 de janeiro de 1973) foi um físico estadunidense.
Filho de imigrantes dinamarqueses, depois de obter um doutorado em física em 1929 na Universidade de Michigan, com a tese Infrared absorption bands in hydrogen sulphide, passou um ano com Niels Bohr em Copenhague como American-Scandinavian Fellow. A partir de 1930 esteve na Universidade Estadual de Ohio, onde se tornou professor em 1943.
Foi editor do Journal of Molecular Spectroscopy e fellow da American Physical Society.

## Obras
- The vibration-rotation energies of molecules and their spectra in the infrared, Handbuch der Physik, Volume 37-1, 1959
- com G. Amat, G. Tarrago: Rotation-vibration of polyatomic molecules; higher order energies and frequencies of spectral transitions, New York: Marcel Dekker, 1971